# Hatyal, Basavakalyan
Hatyal là một làng thuộc tehsil Basavakalyan, huyện Bidar, bang Karnataka, Ấn Độ.